# الرونة (أسلم)

تعديل مصدري - تعديل

الرونة هي إحدى قرى عزلة أسلم الوسط بمديرية أسلم التابعة لمحافظة حجة، بلغ تعداد سكانها 121 نسمة حسب تعداد اليمن لعام 2004.